# Хасан, Юнус
Юнус Хасан (англ. Younus Hasan, род. 10 мая 1953) — бангладешский шахматист, мастер ФИДЕ.
Чемпион Бангладеш 1984 г.
В составе сборной Бангладеш участник двух шахматных олимпиад (1984, 1990 гг.) и трех командных чемпионатов Азии (1983, 1987, 1991 гг.). В 1991 г. команда разделила 3—4 места со сборной Индонезии, но уступила ей по количеству выигранных матчей (несмотря на победу со счетом 3 : 1 в личной встрече, состоявшейся в последнем туре).
Участник чемпионата Великобритании 1984 г.
В составе сборной Дакки участник Кубка азиатских городов 1992 г.

## Основные спортивные результаты
| Год  | Город    | Соревнование                                            | + | − | = | Результат | Место       |
| ---- | -------- | ------------------------------------------------------- | - | - | - | --------- | ----------- |
| 1983 | Нью-Дели | Командный чемпионат Азии (сборная Бангладеш, 3-я доска) |   |   |   |           |             |
| 1984 |          | Чемпионат Бангладеш                                     |   |   |   |           | 1           |
|      | Брайтон  | Чемпионат Великобритании                                | 2 | 6 | 3 | 3½ из 11  | [ 1 ] [ 2 ] |
|      | Салоники | XXVI Олимпиада (сборная Бангладеш, ?-я доска)           | 3 | 2 | 3 | 4½ из 8   |             |
| 1987 | Сингапур | Командный чемпионат Азии (сборная Бангладеш, 3-я доска) | 3 | 0 | 5 | 5½ из 8   |             |
| 1990 | Нови-Сад | XXIX Олимпиада (сборная Бангладеш, ?-я доска)           | 4 | 4 | 4 | 6 из 12   |             |
| 1991 | Пинанг   | Командный чемпионат Азии (сборная Бангладеш, 4-я доска) |   |   |   |           |             |